# Brookdale Senior Living
Brookdale Senior Living est une entreprise de gestion de maison de retraite, créée en 1978 et basée dans le comté de Williamson. Elle possède 570 maisons de retraites, avec près 35 000 salariés et 55 000 résidents. 

## Histoire
En février 2014, Brookdale Senior Living acquiert Emeritus pour 1,4 milliard de dollars. Cette acquisition permettra à Brookdale Senior Living de posséder 1 161 maisons de retraites pour 112 700 résidents.

## Principaux actionnaires
Au 6 janvier 2019:
| Glenview Capital Management                    | 9,50% |
| FIG LLC (Private Equity)                       | 9,48% |
| The Vanguard Group,                            | 9,34% |
| Dimensional Fund Advisors                      | 8,03% |
| Senator Investment Group                       | 7,38% |
| Renaissance Technologies                       | 7,00% |
| Camber Capital Management                      | 6,74% |
| JANA Partners                                  | 5,53% |
| Macquarie Investment Management Business Trust | 4,05% |
| Deerfield Management Company                   | 3,88% |